# Полковице (Пољска)
Полковице (пољ. Polkowice) град је у Пољској у Војводству доњошлеском. По подацима из 2012. године број становника у месту је био 22 691.

## Становништво
| 1970.  | 2012.  |
| ------ | ------ |
| 10.600 | 22 691 |

## Партнерски градови
- Званични веб-сајт